# Mijaín López
Mijaín López, född den 20 augusti 1982 i Pinar del Río, Kuba, är en kubansk brottare som tog OS-guld i supertungviktsbrottning i den grekisk-romerska klassen 2008 i Peking, 2012 i London, 2016 i Rio de Janeiro, 2020 i Tokyo och 2024 i Paris